# استانیسلاو
استانیسلاو اوربان (انگلیسی: Stanisław Urban؛ ۱۳ سپتامبر ۱۹۰۷ – April 1940 (aged 32)) قایقران روئینگ اهل لهستان بود.
وی در مسابقات کشوری و بین‌المللی در مجموع برندهٔ ۱ مدال برنز شده‌است.